# Kari Herbert
Kari Herbert (ur. 17 września 1970) – brytyjska pisarka podróżnicza, dziennikarka, fotografka i prezenterka telewizyjna.

## Życiorys
Córka podróżnika i polarnika, Wally'ego Herberta i pisarki Marie Herbert, pierwsze lata swojego życia spędziła w izolowanej wiosce plemienia Eskimosów w północnej części Grenlandii. Jej pierwszym językiem był inuktun, lokalny dialekt grenlandzkiego. W wieku lat czterech Herbert wraz z rodzicami odbyła równie niebezpieczną podróż do Laponii, gdzie przebywała wśród jej rdzennych mieszkańców – Lapończyków. Swoje życie zawodowe poświęciła opisywaniu i fotografowaniu Arktyki.
Ukończyła studia na wydziale Media & Design w Portsmouth. Jako ekspert w dziedzinie mało znanych rejonów podbiegunowych, od ponad dziewięciu lat publikuje swoje teksty i fotografie w najbardziej prestiżowych dziennikach i magazynach podróżniczych na całym świecie. Współpracowała m.in. z The Independent, The Sunday Times, The Daily Telegraph, Geographical i Traveller.
Na swoim koncie ma liczne wystąpienia telewizyjne i radiowe, w tym w BBC Four, BBC Radio 4, BBC Radio 3, BBC World Service, LBC. W 2006 roku wystąpiła w filmie dokumentalnym Northern Melt dla BBC Four o alarmującym tempie topnienia lodowców Arktyki. Jest przyjaciółką brytyjskiego Królewskiego Towarzystwa Geograficznego i członkiem The Explorers Club w Nowym Jorku.
Pierwsza książka Herbert pt. Córka polarnika (org. The Explorer's Daughter) po raz pierwszy wydana w 2004 roku odniosła sukces międzynarodowy, została przetłumaczona m.in. na język duński, holenderski i polski; w Wielkiej Brytanii została wybrana książką tygodnia BBC Radio 4.
Herbert jest założycielką i dyrektorem zarządzającym wydawnictwa Polarworld, którego publikacje w malowniczy sposób opisują i obrazują tereny polarne.

## Twórczość
- The Explorer's Daughter, Kari Herbert, Viking, 2004 ISBN 0-670-91374-X
- The Explorer's Daughter, Kari Herbert, Penguin, 2005 ISBN 0-14-101149-1
- Mit Arktiske Barndomsland, Kari Herbert, Host & Son, 2005 ISBN 87-638-0134-5 (tłumaczenie duńskie)
- Als de Toendra Roept, Kari Herbert, The House of Books, 2006 ISBN 90-443-1671-0 (tłumaczenie holenderskie)
- The Polar World, Sir Wally Herbert, redakcja Kari Herbert, Polarworld 2007, ISBN 978-0-9555255-1-3
- Córka polarnika. Zapiski z krańca świata, Kari Herbert, Carta Blanca, Warszawa 2010, ISBN 978-83-7705-032-3
- Heart of the Hero, Kari Herbert, Viking/Penguin